# Анашкино (деревня, Московская область)
Ана́шкино — деревня в Одинцовском городском округе Московской области.
Деревня расположена на правом берегу реки Дубешни.

## Население
| 1852 | 1926 | 1989 | 2002 | 2006 | 2010 |
| ---- | ---- | ---- | ---- | ---- | ---- |
| 162  | ↘113 | ↗435 | ↘14  | →14  | ↘9   |

## История
Первое письменное упоминание датируется 1558 годом, но поселились люди на данной территории задолго этого. Впервые деревня упоминается в писцовой книге 1558 года как владение жены Фёдора Болотникова Настасьи и её сына Андрея. Так же название деревни упоминается в судебном деле Голохвастовых с участием Окольничего Бутурлина и властями Воскресенского монастыря о принадлежности села истцам.
Право владения деревней в те времена было изучено по показаниям свидетелей и различным Писцовым и Приказным книгам, в разных источниках приводятся разные сведения, происходит путаница в похожих названиях разных деревень. По показаниям свидетеля судебного дела Михайла Алферьева, Настасья Болотникова и её сын продали деревню Анашкину Вериге Третьякову-Бельскому, а тот в свою очередь продал её конюшему Борису Годунову. Но в Звенигородских писцовых книгах обо всём этом нет упоминания. Права на д. Анашкино так же предъявляли власти Воскресенского монастыря архимандрит Тимофей с братством: якобы в писцовых книгах написано, что после смерти Окольничего Фёдора Леонтьевича Бутурлина пустошь Анашкино и деревню его дочь продала патриарху Никону.
Звенигородскими писцовыми книгами подтвердилось, что за окольничим Ф. Л. Бутурлиным числится «пустошь, что была деревня Анашкина на речке Молоденке, 18 четвертей с осминою» и «писаны за ним те вотчины по купчей вдовы Марьи Алфёровой с детьми». После смерти патриарха Никона, по указу Патриаршего Разряда, все земли и имущество бывшего патриарха Никона «…велено владеть к Воскресенскому монастырю». Пустошь Анашкина Звенигородского уезда на речке Молодилке, а также земли вокруг 18 четвертей с осьминою — это и была современная деревня Анашкино. По приговору заседателей (думных дьяков Никифорова, Иванова и др. товарищей) 9 марта 1650 (7158) г. пустошь Анашкина (деревня и земли вокруг) отошла к Воскресенскому монастырю.
По данным переписи 1678 года в сельце Анашкино значилось 5 дворов, в которых числилось 18 душ мужского пола.
Впоследствии владельцами деревни были Нарышкины — Василий Григорьевич Нарышкин (комнатный стольник царя Петра I (1692); жена — Стрешнева), В. В. Нарышкин (отец) и В. В. Нарышкин (сын). После изъятия по Нерчинскому делу в пользу государства в 1777 году деревней владели Е. И. Бланкеннагель, П. И. Бланкеннагель (в девичестве Голикова, по первому браку за курским купцом Мухиным — Мухина; деревня дана в приданое на свадьбу А. В. Каразиной с В. Н. Каразиным. Затем владельцами были Н. В. Каразин и Н. Н. Каразин.
В деревне проживал отец П. И. Бланкеннагель историк И. И. Голиков, который написал книгу «Деяния Петра Великого, мудрого преобразователя России, собранные из достоверных источников и расположенные по годам».
С 1957 г. — в Кунцевском районе, с 1960 года — в Звенигородском, с 1968 в Одинцовском районе Московской области. С 2005 входила в сельское поселение Ершовское Одинцовского муниципального района, упразднённое 5 февраля 2019 в связи с созданием Одинцовского городского округа.

## Настоящее время
В настоящее время в деревне насчитывается около 50 дворов. Деревня расширилась за счёт новых поселенцев, поэтому численность реально проживающих в деревне жителей не соответствует официальным данным. В деревне постоянно идёт строительство нового и ремонт старого жилого фонда силами и средствами местных жителей.
Рядом с деревней расположены бывшие пионерские лагеря «Юность» ФГУП «Российские сети вещания и оповещения» (РСВО), «имени А. Гайдара» Главпочтамта и «Берёзка» Центрального телеграфа. В настоящее время это базы отдыха и детские оздоровительные лагеря, за исключением территории бывшего п/л «Берёзка», проданной частным лицам.